# Boarmia proposita
Boarmia proposita là một loài bướm đêm trong họ Geometridae.